# Kombajn chodnikowy

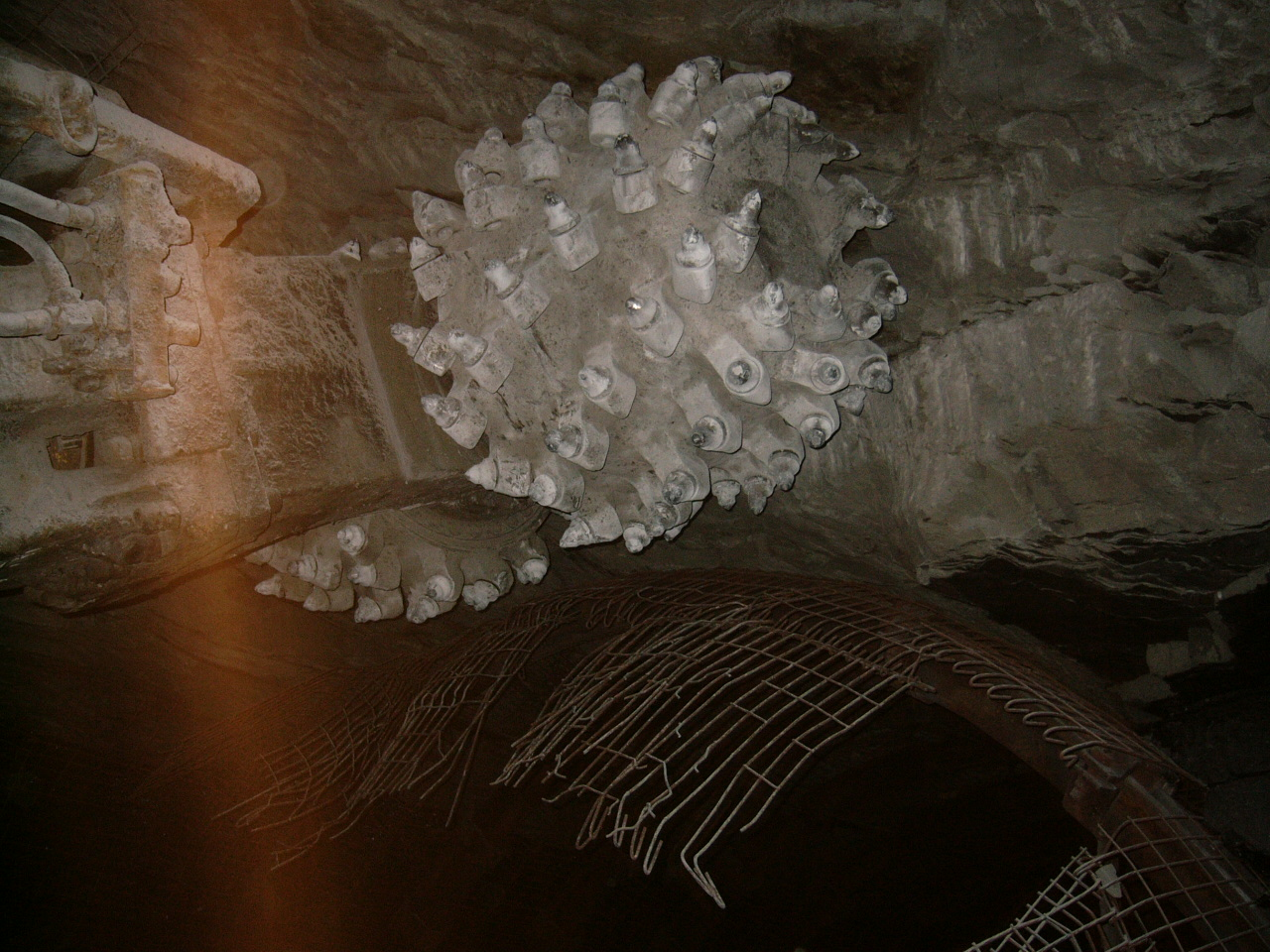
Ramię z organem urabiającym kombajnu chodnikowego

Kombajn chodnikowy – samojezdna maszyna górnicza przeznaczona do drążenia wyrobisk korytarzowych i komorowych, głównie w pokładach węgla kamiennego, rzadziej w złożach surowców mineralnych i skałach płonych.

## Zasada działania
Skała jest skrawana przez organ skrawający umiejscowiony na ruchomym ramieniu. Urobiona skała jest pobierana przez umiejscowiony w dolnej części kombajnu system transportujący, który najczęściej umieszcza urobek na znajdujący się za kombajnem środek transportu.